# École nationale supérieure des arts et techniques du théâtre
 (novembre 2022).
L'École nationale supérieure des arts et techniques du théâtre (ENSATT), appelée familièrement autrefois « Centre d'art dramatique », ou simplement « Rue Blanche », créée en 1941 à Paris sous le nom de Centre de formation professionnelle du spectacle, est l'une des douze écoles nationales de théâtre en France. Il s'agit d'un établissement public sous tutelle du ministère de l'Enseignement supérieur et de la Recherche, délocalisé à Lyon en 1997.

## Missions
L’ENSATT est une « école-théâtre » où sont enseignés les métiers de comédien, administrateur, costumier, coupeur, directeur technique, écrivain dramaturge, metteur en scène, concepteur lumière, concepteur sonore, régisseur, et scénographe.
À ces enseignements professionnels s'ajoute un enseignement théorique transversal : arts et humanités. L'établissement accueille près de 150 étudiants en formation initiale et 120 en formation continue.
Les diplômes de l'ENSATT s'inscrivent dans la réforme licence-master-doctorat[réf. nécessaire] à la rentrée 2014.

## Historique

### Création de l'école
Le 15 avril 1941, pendant l'Occupation allemande, le Centre de formation professionnelle du spectacle est créé au 32, rue Eugène-Flachat, dans le 17e arrondissement de Paris. 
Le 20 novembre, il est transformé en "Centre de jeunesse du spectacle" dans le cadre des centres de formation professionnelle institués par le gouvernement de Vichy. 
C'est une école préparatoire gratuite au Conservatoire national supérieur d'art dramatique (alors "Conservatoire de musique et de déclamation"), ouverte à d'autres disciplines, la décoration, l'écriture de pièces, la mise en scène ainsi qu'à des enseignements théoriques et pratiques, que dirige Raymond Rognoni, ancien pensionnaire de la Comédie-Française, chef de troupe, acteur et fondateur, en 1924, du Collège Rognoni ("École des enfants du spectacle"), rue du Cardinal-Lemoine dans le 5e arrondissement de Paris.
Par manque de place, l'école déménage au 21 rue Blanche dans le 9e arrondissement, dans un hôtel particulier à l'abandon construit, vers 1900, par Charles Girault. En septembre 1944, le Centre, sous tutelle de l'Enseignement technique rattaché au ministère de la Jeunesse et des Sports, passe sous la direction artistique de Jean Meyer.

### Après-guerre
En juin 1969, le centre d'apprentissage d'art dramatique est transformé en lycée technique avec l'appellation d'École nationale supérieure des arts et techniques du théâtre.
En mars 1970, Pierre Roudy, agrégé d'anglais, auteur dramatique, époux d'Yvette Roudy, est nommé proviseur du nouveau lycée technique ; Jean Meyer, restant directeur artistique, devient le responsable adjoint.
En septembre 1991, Patrick Bourgeois succède à Pierre Roudy.
À la suite de grèves et révoltes d'élèves, l'ENSATT passe, en mars 1993, sous la tutelle du ministère de l'Enseignement supérieur.

### Déménagement à Lyon
Malgré l'opposition des professeurs, l'école déménage à Lyon en septembre 1997, au 4 rue Sœur-Bouvier, dans un bâtiment neuf. À cette occasion, Gérard Schembri est nommé directeur des études par Patrick Bourgeois ; il lui succèdera pour une courte période (2006-2009).
Thierry Pariente prend ses fonctions de directeur de l'ENSATT le 28 août 2009. Il est nommé pour un second mandat de trois ans, à compter du 28 août 2012, puis pour un troisième à compter du 3 août 2015.
Laurent Gutmann, nommé par arrêté du 14 août 2018, lui succède.
Leyla-Claire Rabih, nommée par arrêté du 21 février 2024, lui succède.

## Personnalités notables
(novembre 2018).
Améliorez-le ou discutez des points à vérifier. 

### Anciens élèves
- Florence Allard
- Jean-Claude Arnaud
- René Arrieu
- Michel Aumont
- Guy Bedos
- Loleh Bellon
- Bernadette Bernard
- Julien Bertheau
- Dominique Besnehard
- Didier Bétourné
- Manuel Blanc
- Bernard Blier
- Évelyne Bouix
- François Bourcier
- Anne Bourgeois
- Louis Bozon
- Suliane Brahim
- Christian Brendel
- Claude Brosset
- Yves Brunier
- Isabelle Carré
- Jacques Charrier
- Roger Coggio
- Yann Collette
- Flavia Coste
- Laurence Côte
- Fanny Cottençon
- Julien Cottereau
- Clotilde Courau
- Marguerite Danguy des Déserts
- Vincent Davy
- Cécile de France
- Dominique Delpierre
- Jérôme Deschamps
- Georges Descrières
- Guilhaine Dubos
- Nicole Dogué
- Armand Éloi
- Simon Eine
- Audrey Fleurot
- François Florent
- Catherine Frot
- Jean Marie Galey
- Nicole Garcia
- Yves Gasc
- Cyril Gély
- Marie-Pierre de Gérando
- GiedRé
- Annie Girardot
- Gilles Gleizes
- Daniel Goldenberg
- Christian Gonon
- Zakariya Gouram
- Jacques Grandclaude
- Juliette Gréco
- Patrick Green
- Pierre Hatet
- Isabelle Huppert
- Éric Jakobiak
- Irène Jacob
- Marlène Jobert
- Polya Jordan
- Sam Karmann
- Valérie Karsenti
- Natacha Koutchoumov[8]
- Anne Kreis
- Dominique Lajous
- Sébastien Lalanne
- Richard Lapalus
- Jean-Pierre Laruy
- Samuel Le Bihan
- Michel Lengliney
- Olivier Lejeune
- Jérémy Lopez
- Christophe Malavoy
- Jean-Pierre Malo
- Jean-Baptiste Marcenac
- Jean-Pierre Marielle
- Maria de Medeiros
- Christine Melcer
- Max Meynier
- François Morel
- Marcel Mouloudji
- Océane Mozas
- Danielle Netter
- Romane Nicolas
- Léone Nogarède
- Véronique Nordey
- Philippe Ogouz
- Francis Parot
- Georges Perros
- Jacques Pierre
- Jean Poiret
- Henri Poirier
- Guillaume Poix
- Bruno Pradal
- Paul Préboist
- Patrick Préjean
- Daniel Prévost
- Olivier Py
- Maurice Risch
- Benjamin Ritter
- Emmanuelle Riva
- Jean Rochefort
- Julien Rochefort
- Maurice Ronet
- Mohamed Rouabhi
- Isabelle Rouquier
- Jean-Paul Roussillon
- Catherine Rouvel
- Christian Roy
- Rufus
- Jacques Ruisseau
- Laure Sabardin
- Kristin Scott Thomas
- Roland Sabatier
- Jean-Paul Schintu
- Michel Serrault
- Anne Stephant
- Bonnafet Tarbouriech
- Gérard Thirion
- José Valverde
- Hervé Van der Meulen
- Nicolas Vaude
- Éric Vigner
- Marie Vincent
- Jean-Daniel Vuillermoz
- Jacques Weber
- Georges Wilson
- Charlie Windelschmidt
- Les Wriggles
- Wladimir Yordanoff

### Enseignants
- Teddy Bilis
- Paul Blanchart
- Eric Benoit
- Alain Bonneval[9]
- Marcel Bozonnet
- Claude-Henri Bruchet
- Georges Chamarat
- Pierre Chaussat
- Enzo Cormann
- Nicole Darrambide
- Daniel Deshays
- Frédéric Dugied
- René Dupuy
- Jacques-Henri Duval
- Jean-Claude Espardeilla
- Michel Favory
- Christian Fourrage
- André Gardère
- Yves Gasc
- Jacques Gaulme
- Eric Gaulupeau
- Adel Hakim
- Bob Heddle-Roboth
- Brigitte Jaques-Wajeman
- Gérald Karlikow
- Daniel Lecourtois
- Robert Manuel
- Xavier Marcheski
- Michel Marie
- Paul-Louis Mignon
- Jean-Paul Moulinot
- Christine Richier
- Bernard Ristroph
- Henri Rollan
- Geneviève Rosset
- Christian Schiaretti
- Alfred Simon
- Stuart Seide
- Pierre Tabard
- Michel Theuil
- Anatoli Vassiliev
- Pierre Vielhescaze

## Filmographie
- 1961 : 21, rue Blanche à Paris, court métrage documentaire de Quinto Albicocco et Claude-Yvon Leduc
- 2016 : Blanche rhapsodie de Claire Ruppli